# Фридрих фон Изенберг
Фридрих фон Изенберг (нем. Friedrich von Isenberg; 1193 — 15 ноября 1226) — граф Альтена-Изенберг. Младший сын умершего в 1209 графа Арнольда Альтенского.

## Биография
Возглавил группу вестфальских князей, выступивших против агрессивной политики кёльнского архиепископа Энгельберта фон Берг (своего двоюродного брата).
В 1225 году встретился с архиепископом на княжеской ассамблее в Зосте по вопросу прав фогства в Эссенском аббатстве. Но договориться не удалось. На обратном пути в Кёльн Фридрих устроил Энгельберту засаду в местечке Гевельсберг (7 ноября 1225 года). В результате последовавшей стычки архиепископ был убит (по мнению современных историков — случайно, так как нападавшие намеревались взять его в плен).
Фридих фон Изенберг был объявлен вне закона и лишённым всех владений и званий, его отлучили от церкви. Новый архиепископ Кёльна Генрих фон Мюлленарк осадил и разрушил замок Изенберг.
Фридрих с братьями Дитрихом и Энгельбертом (епископами Мюнстера и Оснабрюка) отправился в Рим к папе с прошением о снятии отлучения.
На обратном пути он был схвачен (в Льеже) и препровожден в Кёльн, где предан мучительной смерти - казни колесованием.

## Семья
Около 1210 года Фридрих женился на Софии, дочери герцога лимбургского Валерана III. Дети:
- Дитрих I (ок. 1215—1299/1301), граф Изенберга и Альтены, первый граф Лимбурга;
- Фридрих фон Альтена (до 1220 — после 1243);
- Елизавета (до 1220 — после 1275), жена Фридриха II фон Морс;
- София (до 1222 — после 1292), жена Генриха III фон Фольмштайна;
- Агнесса (до 1226 — после 1282), жена Бурхарда III фон Бройха.